# نباق (بكيل المير)

تعديل مصدري - تعديل

نباق هي إحدى قرى عزلة فاس بمديرية بكيل المير التابعة لمحافظة حجة، بلغ تعداد سكانها 74 نسمة حسب تعداد اليمن لعام 2004.